# Ayer's Cliff
Ayer's Cliff è un villaggio del Canada, situato nella provincia del Québec, nella regione di Estrie.